# Рендгенска астрономија
Рендгенска астрономија је дио астрономије који проучава на таласним дужинама рендгенског зрачења, гдје се небо чини потпуно непознато, пуно великих, сјајних накупина плина и необичних промјенљивих рендгенских звијезда. Рендгенске зраке имају врло кратке валне дужине и стога велику енергију, а настају у објектима топлијим од милион степени- дакле, приказују вруће тачке свемира.
Атмосфера Сунца и њему сличних звијезда слабо емитује у рендгенском дијелу спектра. Много јачи извори су остаци супернова, те плин око пулсара и црних јама, гдје темпаратура достиже 100 милиона степени. Рендгенски зраци су високоенергетско електромагнетско зрачење с валним дужинама између 0,01 и 10 нанометара, много краћим од видљиве свјетлости. Најкраћи рендгенски зрави носе највише енергије. Рендгенски зраци су на Земљи врло продорни- љекари их користе за снимање унутрашњости тијела- али их заустављају горњи слојеви атмосфере. Због тога рендгенске детекторе морамо ракетама или сателитима поставити изнад атмосфере.
Рендгенски зраци опажају се двјема врстама детектора.Силицијски детектор са површинском баријером је електронички детектор какав се користи у већини оптичких телескопа, а он напросто биљежи број погодака рендгенских зрака.
Прије отприлике 11 000 година у звијежђу Јера, експлодирала је супернова удаљена 1500 свјетлосних година од Земље. Када је била најсјајнија вјероватно је сјала јаче од пуног Мјесеца. Данас је од ње преостао само големи мјехур врућег плина величине 140 свјетлосних година.
Рендгенске зраке је врло тешко фокусирати, јер их класична закривљена огледала упијају.

## Историја
Рицардо Гиаццони, амерички астроном италијанског поријекла, пионир је један од зачетника рендгенске астрономије, добитник је Нобелове награде за физику. Он је крајем педесетих година 20. вијека ушао у потпуно непознато научно подручје.
Риццардо Гиаццони је ушао у потпуно непознато научно подручје. Да се руководио тадашњим предвиђањима, вјероватно се никада не би ни почео бавити свемирским истраживањима. Јер, према тадашњем познавању свемира у рендгенском подручју електромагнетског спектра напросто је требало да буде "црн", звијезде и галаксије су у том дијелу спектра требало да зраче тек (занемариво) мали број фотона.
На заробљеним њемачким ракетама В2 из Другог свјетског рата, они су поставили мале Геигерове бројаче. Откривена емисија X-зрака била је чак милион пута мања од укупне енергије коју Сунце зрачи у осталим валним дужинама! Почетак је био тежак. Прве двије ракете АС&Е распрснуле су се приликом лансирања. Трећи покушај, у јуну 1962. био је пун погодак. Током врло кратког периода опажања, свега пет минута је било на располоагању, Геигерови бројачи стотину пута осјетљивији од било којих употребљених раније, детекобали су јак извор X-зрака у смјеру звјежђа Шкорпија, а поред тога и једноличну позадину рендгенског зрачења. Убрзо, откриће Гиаццонија и сурадника потврдила је Фриедманова група. Отворено је ново спектрално подручје за истраживање свемира.
Цхандра опсерваторијум рендгенских зрака, који је лансиран 23. српња 1999, је најсложенији опсерваторијум рендгенских зрака до сада изграђен, а ради и данас.

## Извори рендгенског зрачења
Пулсирајући извори рендгенских зрака
Пулсирајући извори рендгенских зрака су двојни дидтеми са обичном звијездом и пулсаром. Откривени су 1971. свемирским телескопом Ухуру који је дао прве слике неба у рендгенском зрачењу. Један од првих таквих извора, назван Кентаур X - 3, заинтересовао је научнике својим правилним пулсирањем с периодом од 4,48 секунди. Осим тога, извор је периодички нестајао, као што у систему Црне удовице, пулсар нестаје иза звијезде. Допплеровим помаком спектралних линија установљено је да се ради о двојном систему с периодом од 2,087 дана. У том је двојном систему догађају се својствени процеси због којих долази до рендгенског зрачења. Главна компонента губи своје плинове на рачун неутронске звијезде, он се скупља у акрецијски диск и спирално пада према пулсару. Због јаког магнетског поља, неутронска звијезда усмјерава јонизиране плинове према половима и успут их убрзава. Када честице доспију до површине, имају брзину од скоро пола брзине свијетлости и стварају на половима пулсара „вруће тачке” из којих пулсар зрачи високоенергетско рендгенско зрачење. Као и код обичних пулсара, пулсеве у рендгенском дијелу спектра видимо зато што се пол окрене директно према Земљи. [2]